# آسوکا (کشتی‌گیر، متولد ۱۹۹۸)
آسوکا (به انگلیسی: Asuka) (زاده ۲۷ اکتبر ۱۹۹۸) کشتی‌گیر حرفه‌ای ژاپنی است.
او یک زن ترنس است.